# Phaleria bedeli
Phaleria bedeli – gatunek chrząszcza z rodziny czarnuchowatych i podrodziny Diaperinae.
Gatunek ten opisany został po raz pierwszy w 1900 roku przez Alfreda Chobauta. W 1951 roku wyznaczony został przez Francesca Española gatunkiem typowym nowego podrodzaju Phaleria (Eremophaleria).
Chrząszcz o owalnym w zarysie ciele długości od 5,3 do 6 mm. Ubarwiony jest w odcieniach żółci. Pokrywy są krótsze niż dwukrotność szerokości, pozbawione guzów barkowych. Odnóża przedniej pary mają golenie silnie w kierunku odsiebnym rozszerzone, trójkątne, w zewnętrznym kącie opatrzone skierowanym ku dołowi ząbkiem. Odnóża pary tylnej mają pierwszy człon stopy krótszy od ostatniego.
Owad palearktyczny, endemiczny dla Algierii, znany tylko z okolic Oranu.